# Dorothée Berryman
Dorothée Berryman (Québec City, 28 aprile 1948) è un'attrice e conduttrice radiofonica canadese.

## Biografia
Da padre francese e madre canadese, Dorothée Berryman nasce il 28 aprile 1948 nel Quebec. Partecipa a vari cortometraggi e, nel 1985 debutta a teatro con un musical per bambini. Nel 1986 partecipa al film Il declino dell'impero americano, nel ruolo dell'ex moglie del protagonista, iniziando a diventare nota. In seguito partecipa a diverse pellicole, come Scanners 2 - Il nuovo ordine (1991), Le invasioni barbariche (2003) e Disegno di un omicidio (2007).

## Filmografia

### Cinema
- Il declino dell'impero americano (Le declin de l'Empire américain), regia di Denys Arcand (1986)
- Scanners 2 - Il nuovo ordine (Scanners II: The New Order), regia di Christian Duguay (1991)
- Le invasioni barbariche (Les Invasions barbares), regia di Denys Arcand (2003)
- Disegno di un omicidio (Blind Trust), regia di Louis Bolduc (2007)

## Doppiatrici italiane
- Lorenza Biella ne Il declino dell'impero americano, Le invasioni barbariche